# Kronika władców Lagasz

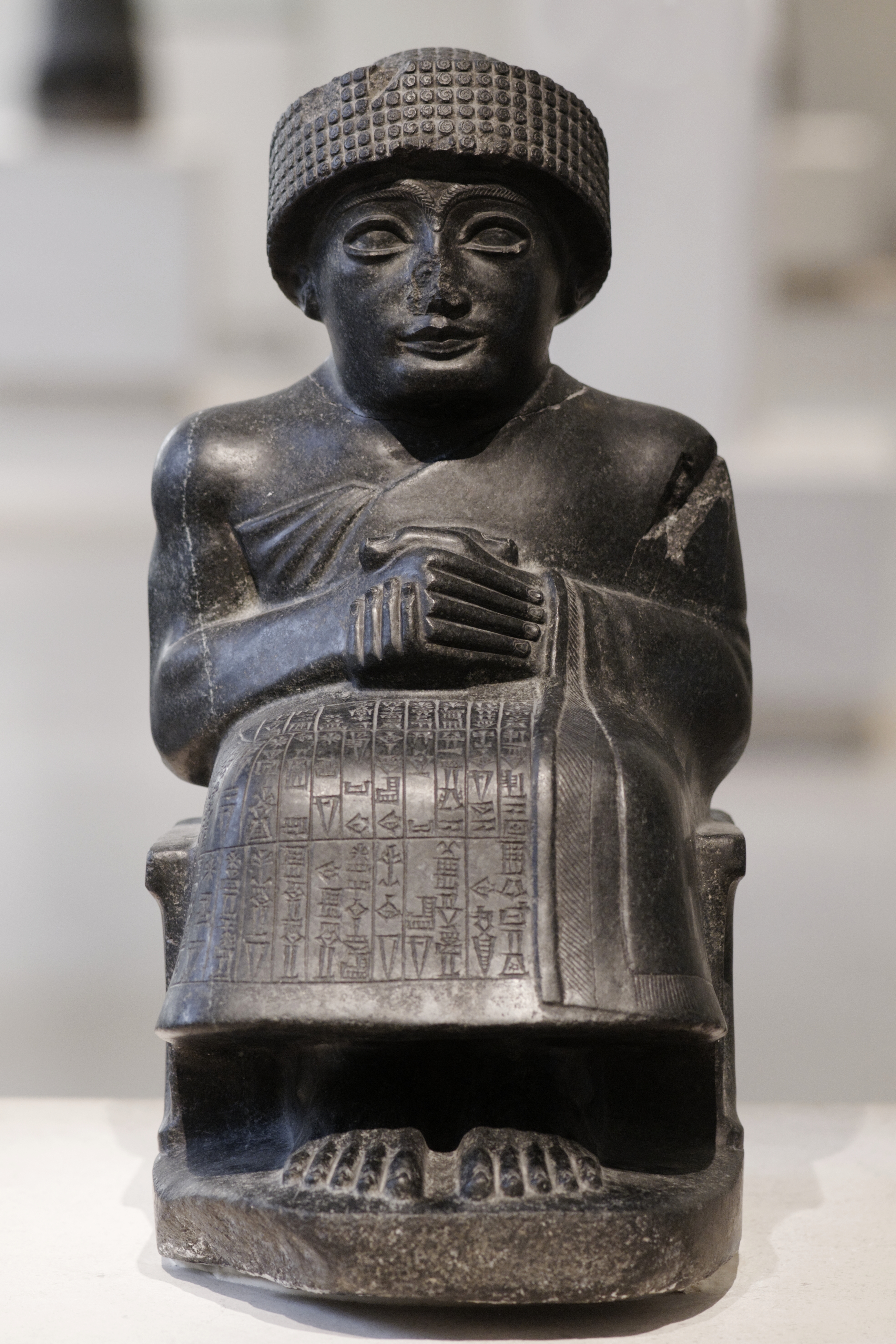
Gudea, król Lagasz

Kronika władców Lagasz – zachowany fragmentarycznie mezopotamski tekst, zapisany w języku sumeryjskim, przedstawiający dzieje władców miasta-państwa Lagasz, począwszy od legendarnych czasów zaraz po potopie aż do panowania Gudei (druga połowa XXII w. p.n.e.).

## Opis
Znana jest tylko jedna, fragmentarycznie zachowana kopia tego tekstu, przechowywana obecnie w Muzeum Brytyjskim (BM 23103). Datowana jest ona na okres starobabiloński (1 połowa II tys. p.n.e.). Miejsce znalezienia tabliczki nie jest znane, ale przypuszcza się, że tekst powstać musiał w samym Lagasz. Kronika władców Lagasz była najprawdopodobniej odpowiedzią na powstanie Sumeryjskiej listy królów, w której miasto Lagasz zostało całkowicie pominięte. Tworząc ten tekst skryba lub skrybowie z Lagasz chcieli najprawdopodobniej pokazać, że również i ich miasto mogło poszczycić się korzeniami sięgającymi legendarnego potopu.
Kronika władców Lagasz zaczyna się od wstępu mówiącego o legendarnych czasach zaraz po potopie. Wtedy to wielcy bogowie An i Enlil podjąć mieli decyzję o zachowaniu „nasienia ludzkości” (numun nam-lu2-ulu3). Ludzkość głodowała jednak i cierpiała niedostatek, gdyż nie były jej jeszcze znane ani rolnictwo ani irygacja. To właśnie wtedy Ningirsu, bóg opiekuńczy Lagasz, postanowił przekazać mieszkańcom swego miasta „motykę” (ĝišal), „szpadel” (ĝišmar), „kosz do noszenia ziemi” (gidusu) i „pług” (ĝišapin). Dzięki nim mieszkańcy Lagasz zaczęli kopać kanały i uprawiać ziemię, poprawiając tym swój los. Dalej tekst jest uszkodzony, a gdy ponownie staje się czytelny wymieniani są już w nim kolejno władcy Lagasz. Poza imieniem władcy tekst podaje też z reguły pewne dodatkowe informacje o nim: czyim był synem, jakiego miał boga opiekuńczego, jak długo panował, jakie kanały wykopał czy jakie świątynie wzniósł. Charakterystyczną cechą władców Lagasz jest ich długowieczność – podobnie jak wielu królów z Sumeryjskiej listy królów tak i oni panować mieli często przez setki a nawet tysiące lat. Pod koniec tekstu zaczynają pojawiać się już władcy znani ze źródeł historycznych, jak np. Ur-Nansze, Enentarzi, Ur-Baba czy Gudea. Całość kończy się informacją, iż tekst spisany został w „szkole skrybów” (e2-dub-ba). 